# Famille Frangipani
Pour les articles homonymes, voir Frangipane (homonymie).
La famille Frangipani ou Frangipane est une puissante famille de la Rome médiévale. Elle prend part aux luttes politiques entre familles aristocratiques pour le contrôle de la ville et des élections pontificales au XIIe siècle et au XIIIe siècle.

## Origine
Cette famille prétendait descendre de la gens romaine des Anicii, dont un membre Flavius Anicius Olybrius fut un des derniers empereurs romains. Toutefois, la première attestation historique d'un Frangipane dans des textes ne date que de 1014.

Armes de la famille Frangipani au Moyen Âge

La famille était installée au sud du mont Palatin, près des restes du Circus Maximus et du Septizonium. Elle prit le contrôle de la partie orientale du Palatin, et transforma le Colisée en forteresse.

## Dante Alighieri
Boccace fait descendre Dante Alighieri de la famille romaine des Frangipani. Il décrit dans le Trattatello in laude di Dante (it) la réédification présumée de Florence à l'époque de Charlemagne : « ... venne da Roma uno nobilissimo giovane per ischiatta de' Frangiapani e nominato da tutti Eliseo... lasciò non picciola né poco laudevole schiatta... per soprannome presero il nome di colui che quivi loro aveva dato cominciamento, e tutti insieme si chiamar gli Elisei... tra gli altri nacque e visse uno cavaliere per arme e per senno ragguardevole e valoroso, il cui nome fu Cacciaguida... » (« ... arriva de Rome un très noble et jeune descendant des Frangipani appelé par tous Eliseo... il laissa une importante et louable descendance... ils prirent le nom de celui qui avait initié ici la lignée et s'appelèrent tous Elisei... parmi eux naquit et vécut un chevalier à la bravoure et à la sagesse remarquables dont le nom était Cacciaguida...  »)
La critique moderne n'a pas exprimé de jugement à propos de ce récit. Toutefois elle considère que si l'œuvre ne manque pas d'informations authentiques, l'élan hagiographique est indéniable, de sorte que le personnage de Dante Alighieri apparaît baigné dans une aura de légende. En outre, la tendance à attribuer d'illustres ancêtres devait être bien enracinée chez Boccace
qui fait descendre Fiammetta des Fresapane ou des Annibali.
Toutefois, Dante lui-même revendique à travers les propos de Brunetto Latini une ascendance romaine (Divine Comédie, Enfer, XV 73-78). Il serait en effet l'héritier de l'une de ces familles romaines qui, avec d'autres familles fiesolanes, fondèrent Florence après la destruction de Fiesole par Jules César « ...ma questa è cosa molto incerta, e secondo mio parere niente altro è che indovinare » (« mais cela est très incertain et selon moi doit se deviner », comme l'exprime Leonardo Bruni dans sa Vita di Dante.
Des deux traditions, celle rapportée par Dante Alighieri et celle rapportée par Boccace, la dernière pourrait trouver une confirmation dans les propos de Cacciaguida : « Moronto fu mio frate ed Eliseo » (Divine Comédie, Paradis, XV 136). Les interprétations à ce sujet divergent : soit Cacciaguida avait deux frères, Moronto et Eliseo, soit Cacciaguida fait référence à un seul frère, Moronto de prénom, Elisei de nom ce qui confirmerait que le trisaïeul de Dante était aussi un Elisei. Il resterait toutefois à documenter le fait que les Elisei descendaient effectivement des Frangipani : si le fait était avéré, la légende de Boccace deviendrait histoire[réf. nécessaire].

## Pompeo Frangipani
Le marquis Pompeo Frangipani, maréchal de France sous Louis XIII et membre de cette famille, inventa un parfum à base d'amandes avec lequel il parfumait ses gants. Son pâtissier s'en servit plus tard pour parfumer sa crème, nommée alors crème frangipane.

## Armes

Armes antiques de la famille Frangipani

Les armes des Frangipani de Venise sont :
- d'azur, à deux lions affrontés d'or, jouant de la patte ;
- écartelé, aux 1 et 4, coupé de gueules sur or, aux 2 et 3, d'azur, à deux lions affrontés d'or, jouant de la patte ;
- tranché d'argent sur gueules, l'argent chargé d'un F antique de sable